# دیبروک
دیبروک (به انگلیسی: Daybrook) یک حومه شهر در بریتانیا است که در گدلینگ واقع شده‌است. دیبروک ۴٬۹۹۷ نفر جمعیت دارد.